# Biserica de lemn din Măgureni

Biserica de lemn din Măgureni,vedere din nord-vest, foto: iunie 2009

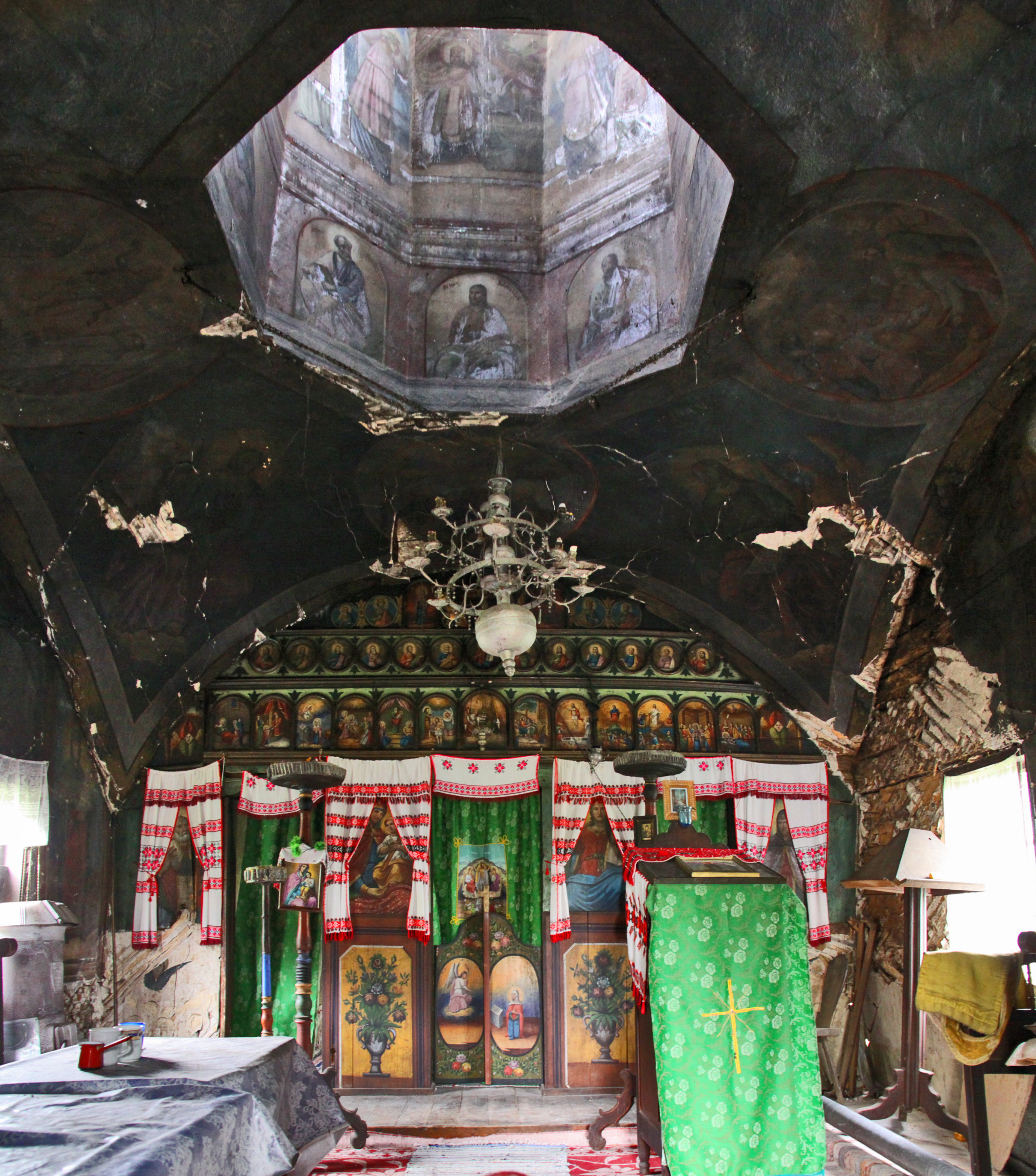
Interiorul naosului, foto: aprilie 2010

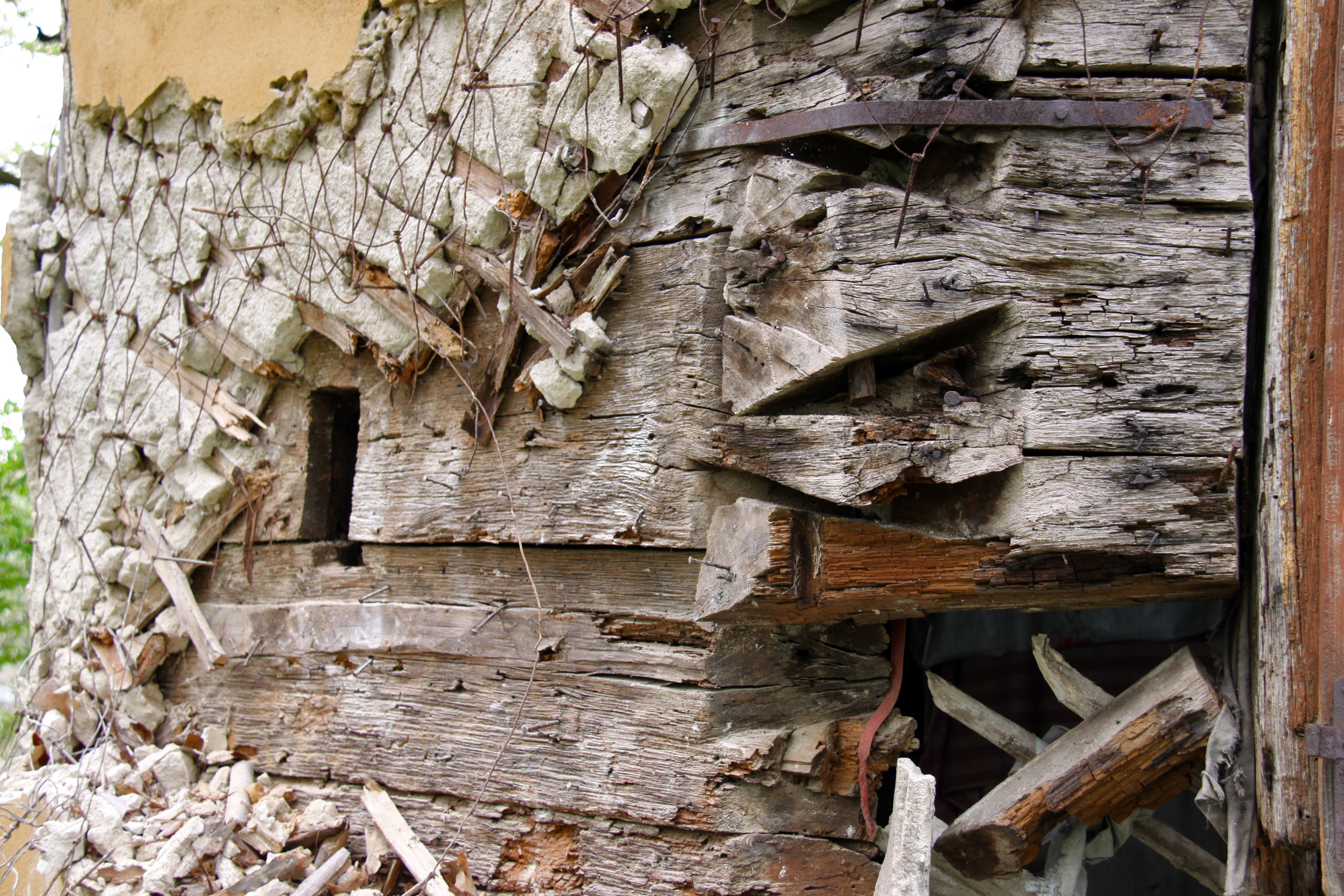
Lemnele dezvelite ale vechii biserici prezintă la altar o fereastră originală şi urmele unui brâu median, foto: aprilie 2010

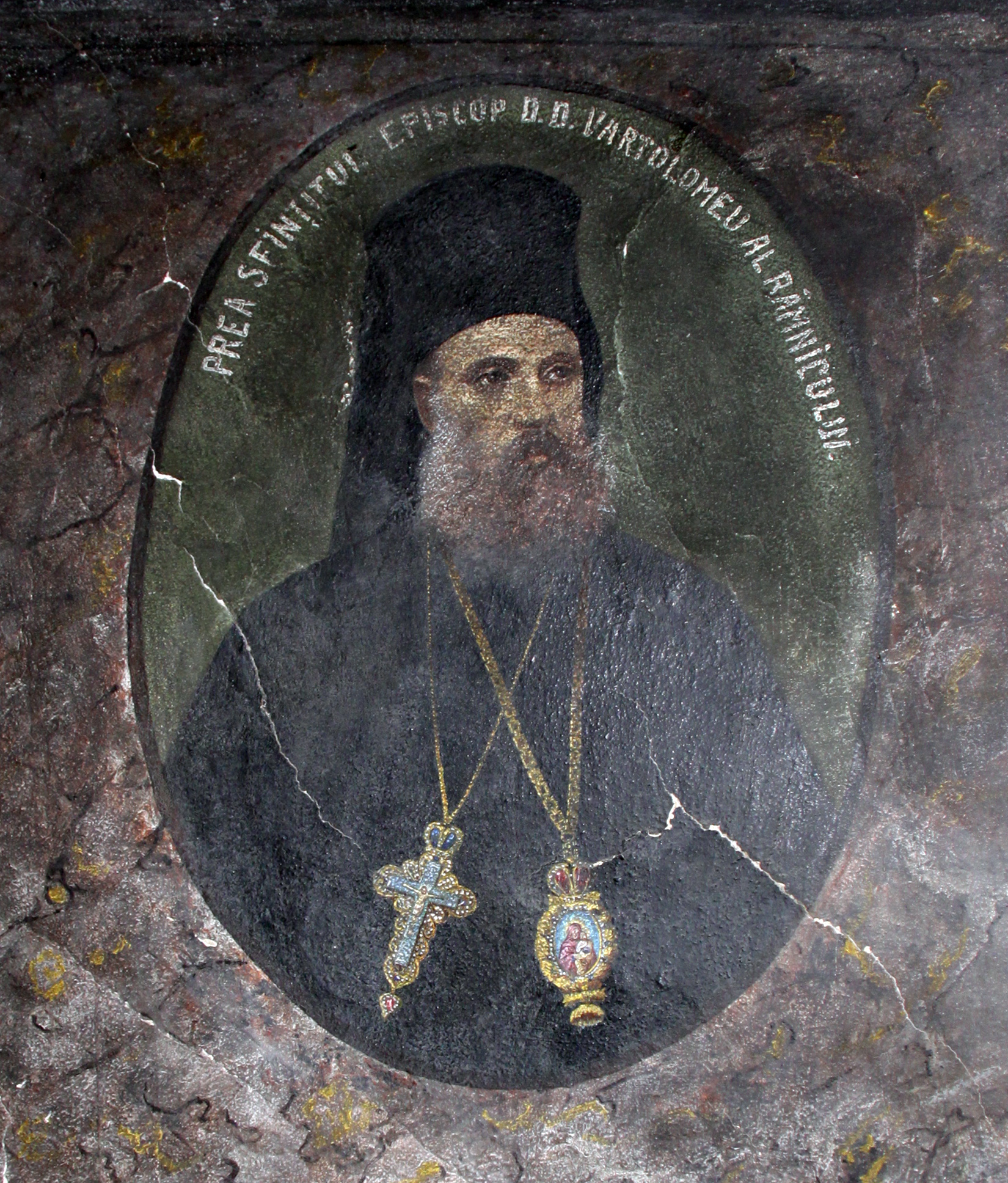
Portretul episcopului Vartolomeu, eternizat de pictorul Petre Roşieanu din Zăvoieni la 1931. Foto: aprilie 2010

Biserica de lemn din Măgureni se află în localitatea Măgureni, comuna Gușoieni, județul Vâlcea și poartă hramul „Cuvioasa Paraschiva”. Biserica a fost ridicată în 1766. În forma ei actuală, îmbrăcată în picturi murale exterioare și interioare în tradiție neoclasică, caracteristice spiritului de modernizare din a doua jumătate a secolului 19 și din primele decenii ale secolului 20, este rezultatul renovărilor de la 1887, cu reveniri semnificative în 1931. Se distinge drept una dintre primele de acest fel ridicate în Vâlcea, proiectată de un arhitect, care a servit apoi drept model altor biserici din zonă. Lăcașul este un document semnificativ și revelator din perioada de reforme sociale în mediul rural, din a doua jumătate a secolului 19. Biserica este înscrisă pe noua listă a monumentelor istorice, LMI 2004:  VL-II-m-B-09810. Starea ei de conservare cere intervenții urgente de salvare și nu de demolare.

## Istoric
Într-o catagrafie de la 1840 a fost însemnată o veche pisanie a bisericii: „Această sfântă și dumnezeiască biserică cu hramul Cuvio[a]săi Paraschivii s-au făcut la le[a]tu 1766, din temeliie, de lăcuitori și au fost până la le[a]t 1803; și apoi s-au prenoit, adică din nou s-au făcut, iarăși de lăcuitori ...”. Biserica de lemn din Măgureni a fost așadar întâi ridicată în anul 1766, apoi renovată în 1803. Din vechea biserică apar de sub cercuială și tencuială bârnele de stejar încheiate în cheotori bisericești, în coadă de rândunică. La altar, pe latura de sud-est se păstrează o veche fereastră între două bărne. Pe sub ea se văd urmele unui brâu median, ce înconjura odată vechea biserică. 
Construcția a fost refăcută și remodelată radical în anul 1887, din vechea biserică păstrându-se probabil în întregime butea inițială. Lucrările din 1887 au presupus în primul rând o schimbare de model, în locul celui tradițional, cu scară redusă și probabil fără turn, fiind introdus cel cu pereții înalți și cu două turle în linie. De la aceste lucrări s-a păstrat textul pisaniei de consacrare, peste intrarea în biserică, în interior: „Aceasta sfanta și dumnedzească biserică cu patronajul sf cuvioasei Paraschiva fiind ruinată cea veche nemai putind face serviciul divin ... în anul 1887 iulie 27 reparînduse din temelie, iar în anul 1888 în 14 sau zugrăvit și impodobit dupa cu se vede, luinduși și sfințirea prin îndemnul, stăruința și cheltuiala d-lor [titori] Fârtat Ghiță și fii săi C[onstan]tin, Ion și Dumitru, cum și Pr Ion Voinescu, și parte din enoriașii acestei Biserici și de prin Comunele vecine în timpul ... [Elisaveta Regina] ... prea sfințitului Episcop Ghenadie Râmniceanu, fiind Arhitect Nicolae Fârtățoiu, și Pictor Ioan P. Leuleanu, Dumnedzeu să le primească prinoasele celor ce au dat la acest locaș spre pomenire fie în veac. Amin.”. În textul pisaniei este șters numele reginei Elisabeta dar apare clar pe locul pisaniei inițiale, la exterior, peste intrare, sub pisania de la 1931.
Lucrările de reparații și renovări din 1931 sunt surprinse de pisania exterioară, peste intrare: „Aceasta sfântă și Dumnedzăiască biserică, cu hramul Cuvioasa Paraschiva, clădită din temelie din timpuri necunoscute, sa reparat pentru prima oară în anul 1888 iar acum a două oră sa reparat radical, în vara annului 1931 prenoinduse tencuiala esterioară, acoperișul, pardosiala și spălânduse pictura sa Zugrăvit din nou, cu cheltuiala enoriașilor biserici și prin osteneala și stăruința Dumnealor Constantin D. Predescu, donator principal, preotul Ilie R. Neagoe, Filip Ioniță Predica, Iosif F. Predica, Nicolae Militaru, Gheorghe I. Deliu, Nicolae Săndulescu, Dumitru Copoeru, Gheorghe I. C. Fârtat, Nicolae I. C. Fârtat, și cu ajutorul credincioșilor din satele vecine slujba redeschideri sa săvârșit în ziua de 6 martie 1932 în timpul Domniei M. S. Regelui Carol II-lea și păstoriei prea sfințitului Episcop D. D. Vartolomeu al Râmnicului Noului Severin. Donatori Dumitru Popescu și Ioan Bujoranu, Dumnedzeu săi răsplătească pe toți Ostenitori, în veci vecilor, Amin. Pictor Petre Roșieanu, Zăvoieni Vâlcea.”. Din textul pisaniei rezultă o refacere completă a învelișului exterior și o repictare a interiorului. Nu se poate stabili în ce măsură pictorul Petre Roșieanu a intervenit peste pictura anterioară a lui Ioan Leuleanu. Se remarcă totuși portretul episcopului Vartolomeu, care i se poate atribui lui Roșieanu. Între ctitori se remarcă printre alții numele lui Gheorghe și Nicolae Fârtat, care par a fi urmașii direcți ai lui Ghiță Fârtat, ctitorul principal al primei renovări, din 1887.
Starea de conservare precară de astăzi se datorează abandonarii ei în ultimele decenii, fiind înlocuită în rostul ei de spațiu de cult de o nouă construcție de zid din apropiere. 

## Trăsături
Biserica de lemn din Măgureni este ridicată din bârne de stejar, cercuite și tencuite pe din afară și pe dinăuntru, dând impresia căutată de ctitorii de la 1887 a unei mici bisericuțe de zid. Întregul plan actual este probabil dat de vechea structură în bârne, rămasă mai mult sau mai puțin sub adausurile ulterioare. Planul urmează împărțirea tradițională: cu pridvor, pronaos, naos și altar. Cel din urmă este decroșat, adică îngustat, față de corpul bisericii. 
În elevație se disting elementele adause la 1887, îndeosebi cele două turle așezate în linie, una peste pronaos și una peste naos. Peste naos turla este plasată peste o boltă cu pandantivi falși, mai mult imitând decăt urmărind principiul constructiv consacrat al lăcașurilor de zid cu cupolă centrală. Pereții sunt înalți, rezultatul evident al unei supraînălțări, dictate de modelul arhitectural adoptat. La schimbarea radicală care a avut loc în 1887 se remarcă participarea unui arhitect, în prezența lui Nicolae Fârtățoiu. Acest lucru dovedește încă odată o rupere voită de modelul tradițional, perpetuat până atunci prin meșterii dulgheri itineranți de biserici. Ctitorii, arhitectul și zugravul chemați la refacerea acestui lăcaș în 1887-1888 au dat formă nu numai unui nou spațiu de cult ce și au dat expresie unor ambiții de înoire și modernizare demne de remarcat în spațiul rural al Vâlcii. La acestea stă martor micuța și aproape ruinata biserică de lemn din Măgureni. Se cunosc mai multe succesoare ale acestui model, fie ridicate prin refaceri radicale fie din temelie, în Dimulești (1889), Mamu (1891), Groși (1892) și Boroșești (1896). 

## Imagini exterioare

nord-est
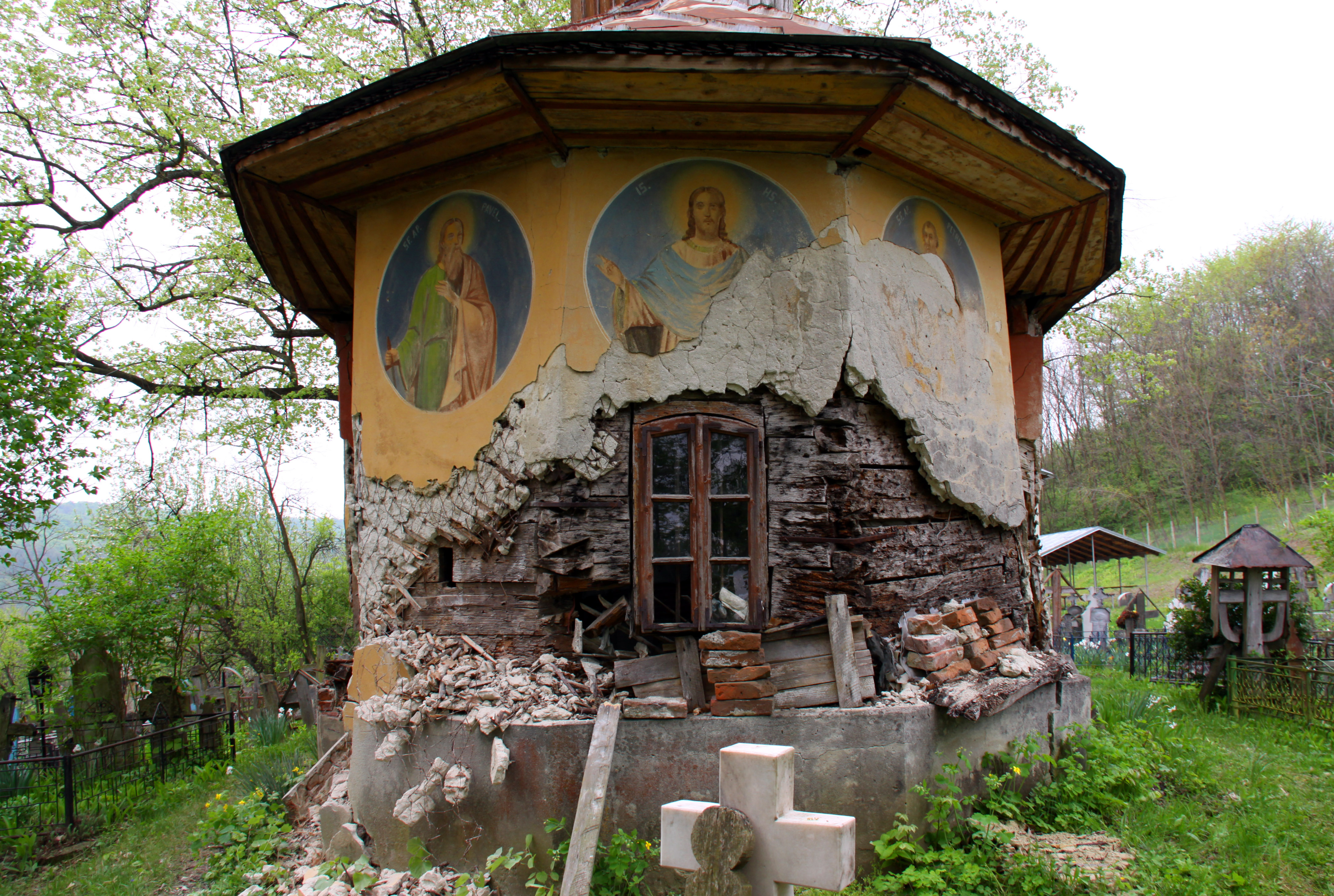
în dosul altarului
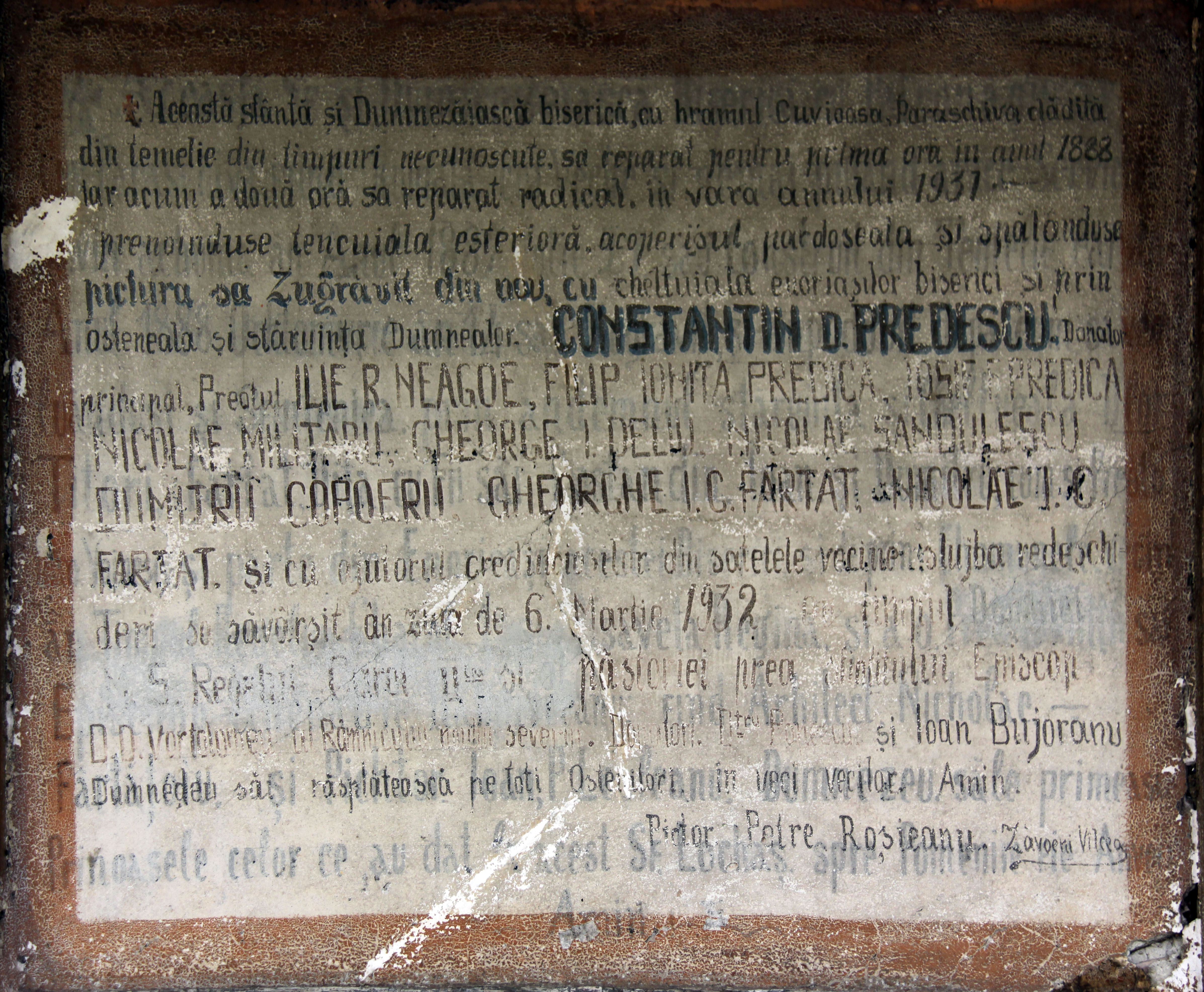
pisanie 1931

## Imagini interioare

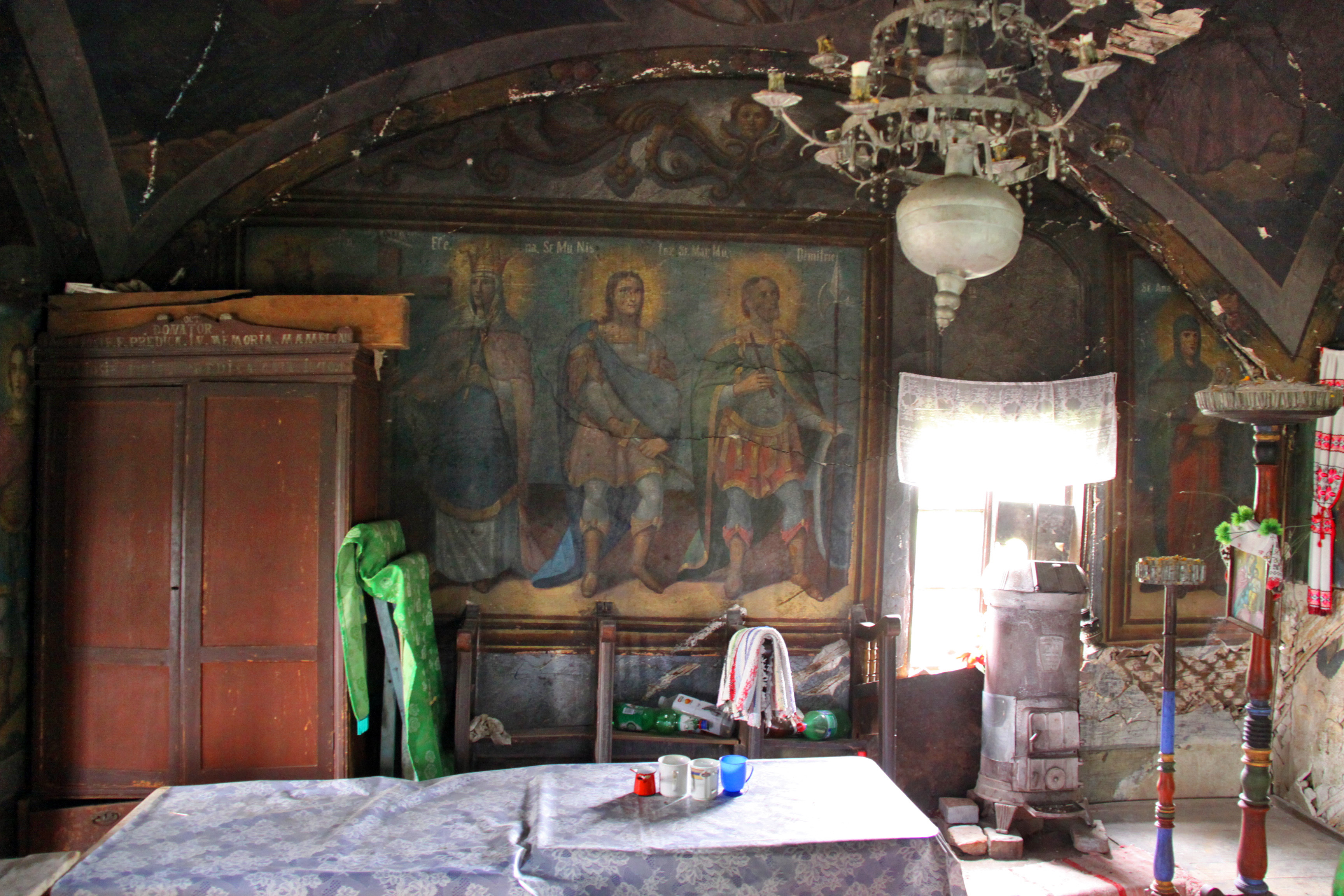
naos, nord
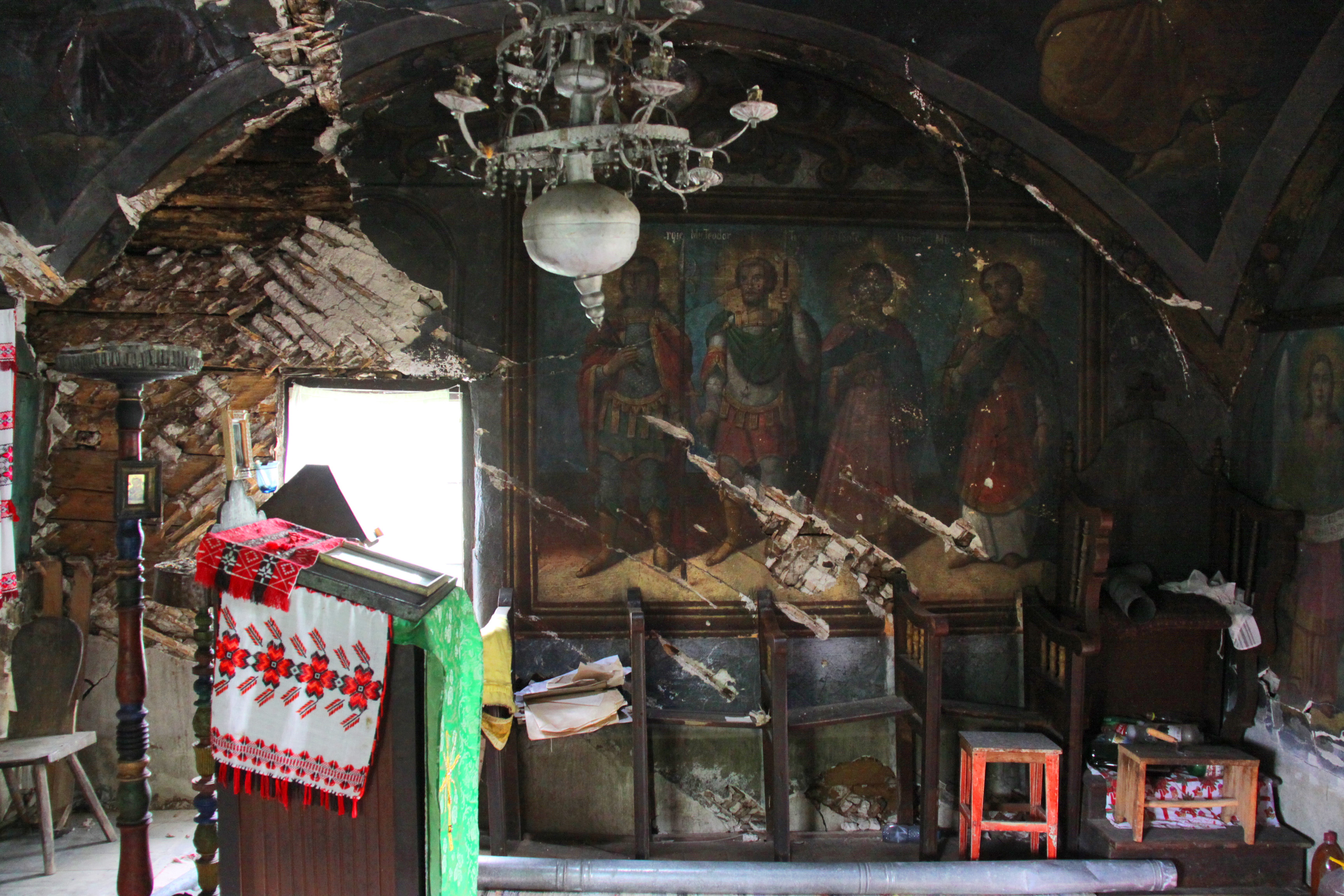
naos, sud
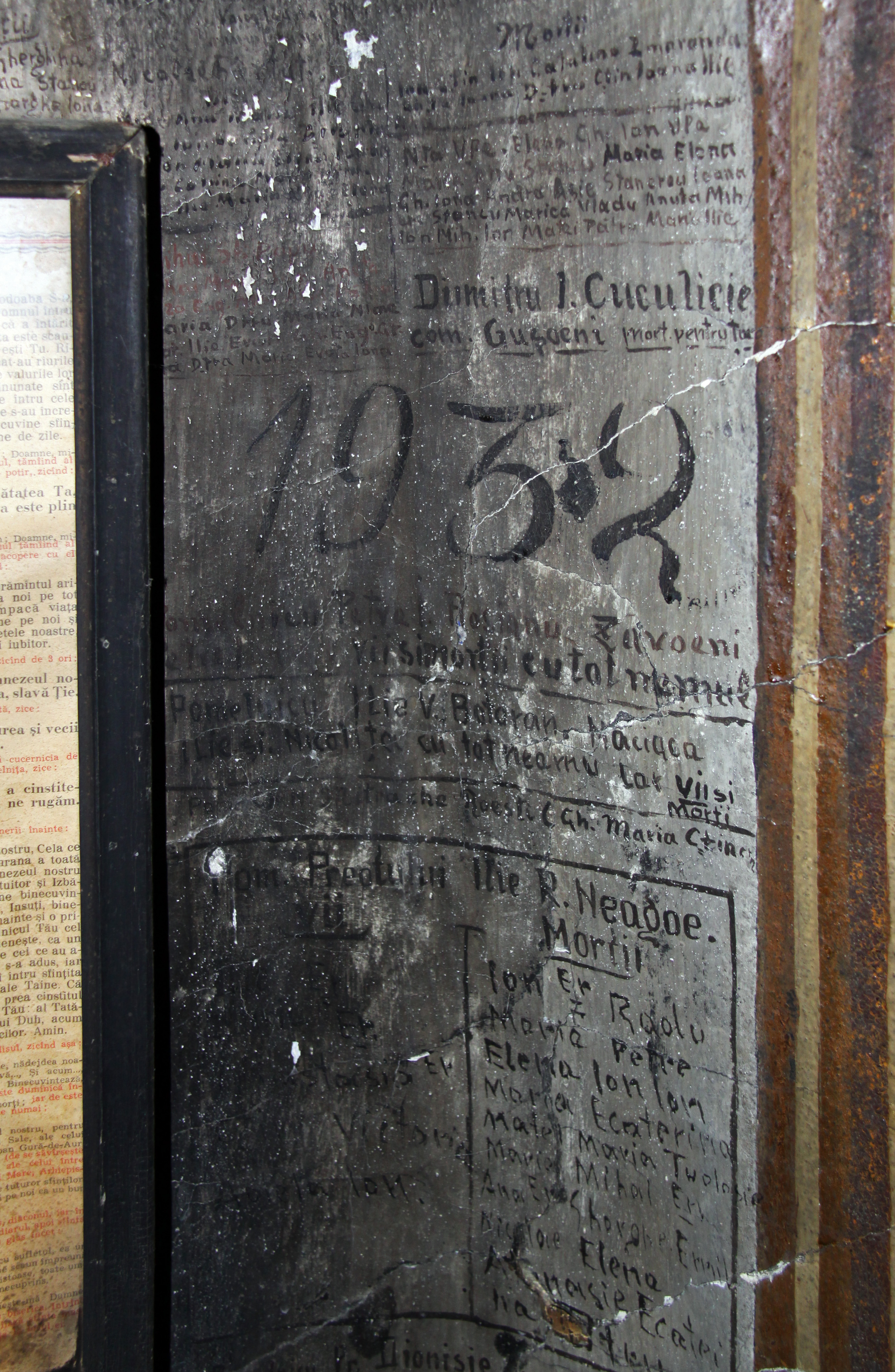
pomelnic 1932, la proscomidie
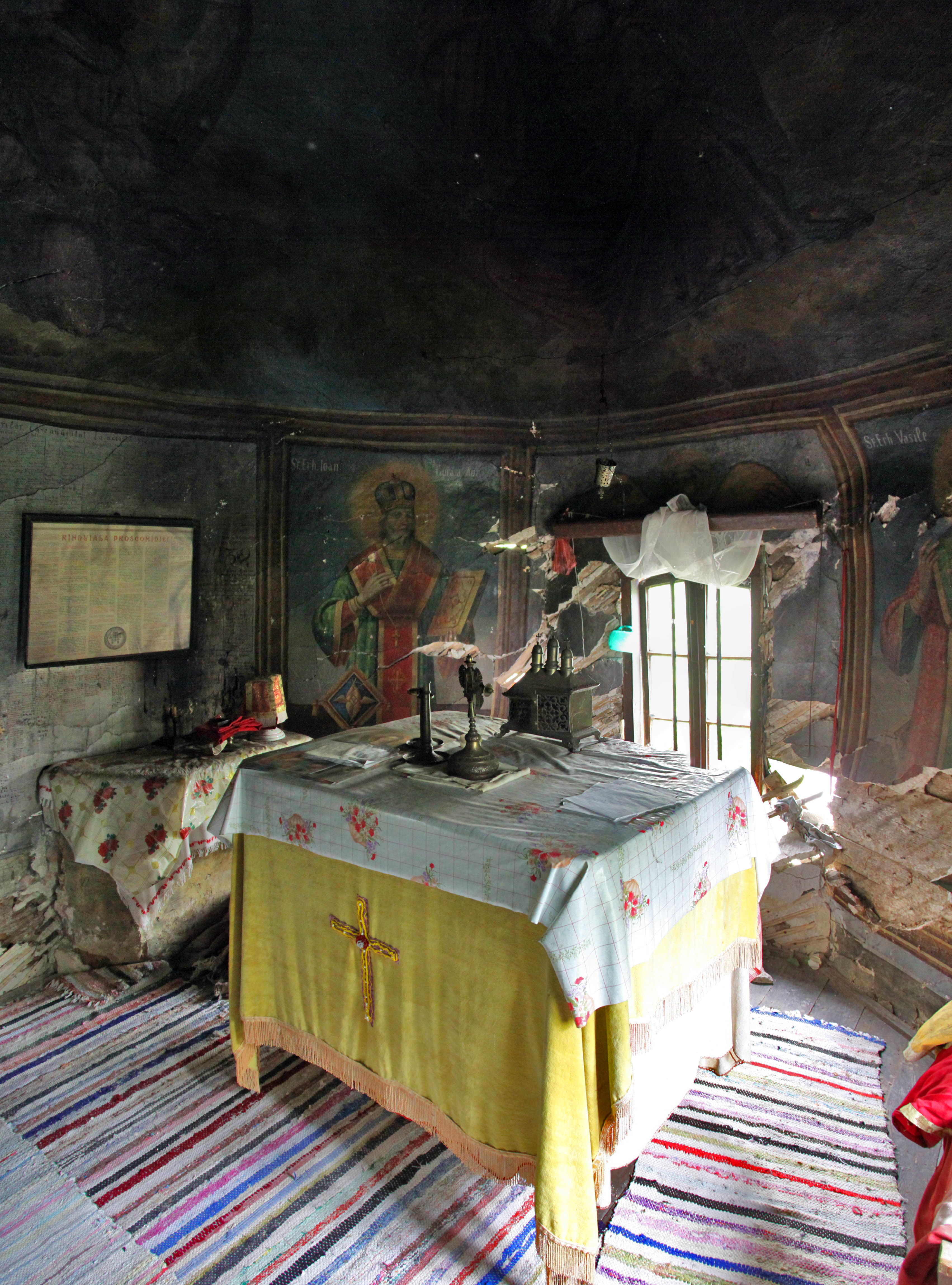
în altar
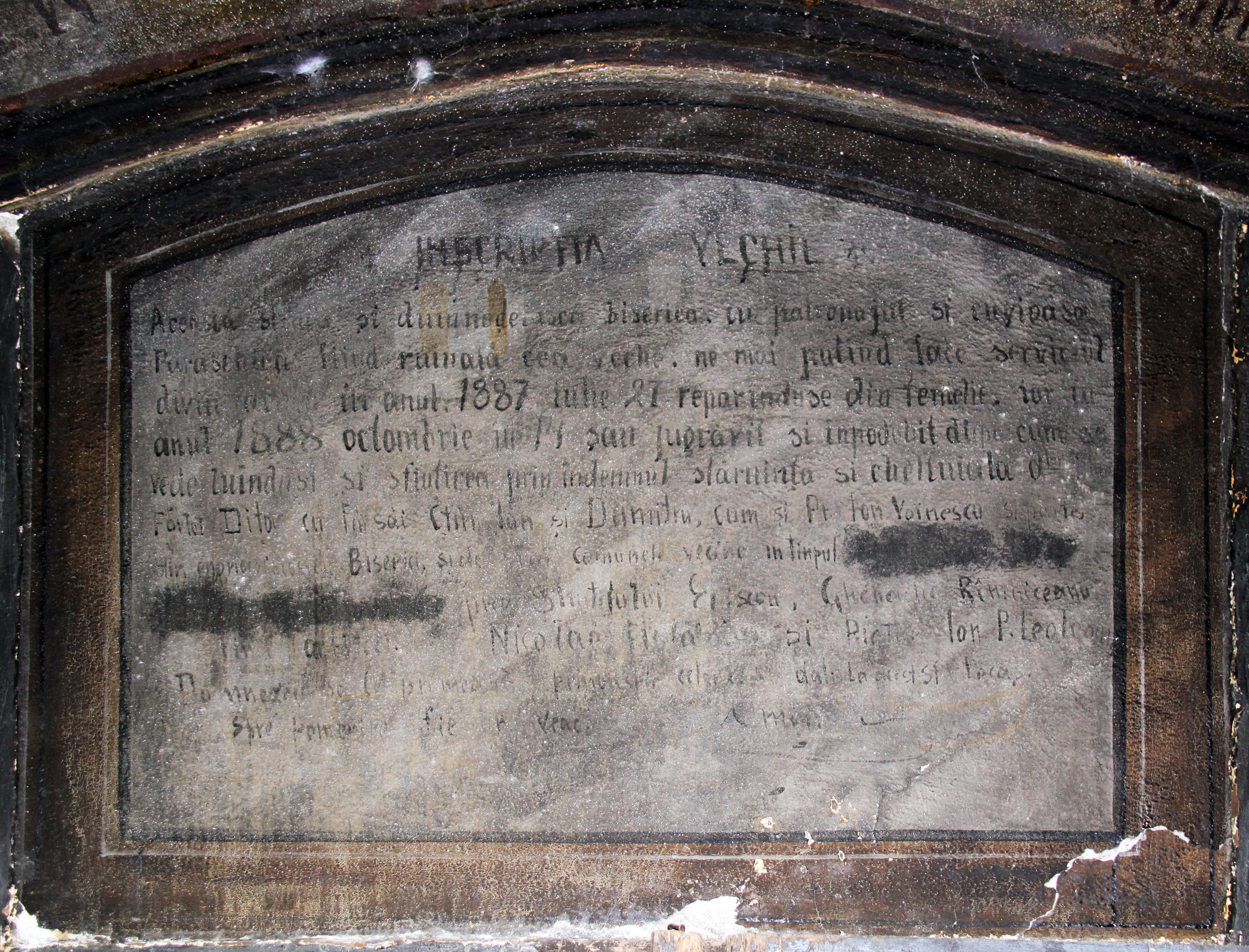
pisanie 1887
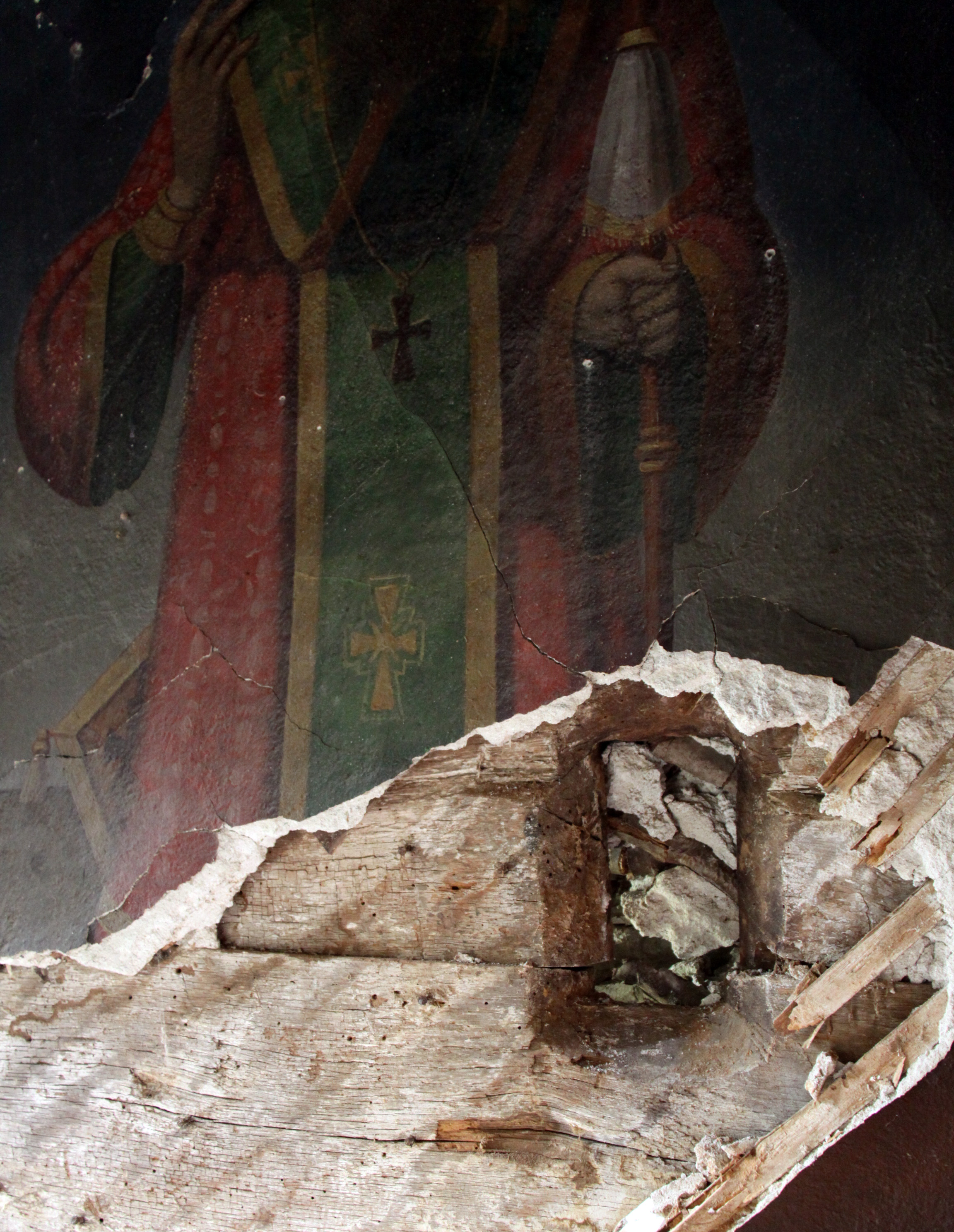
fereastra veche a altarului
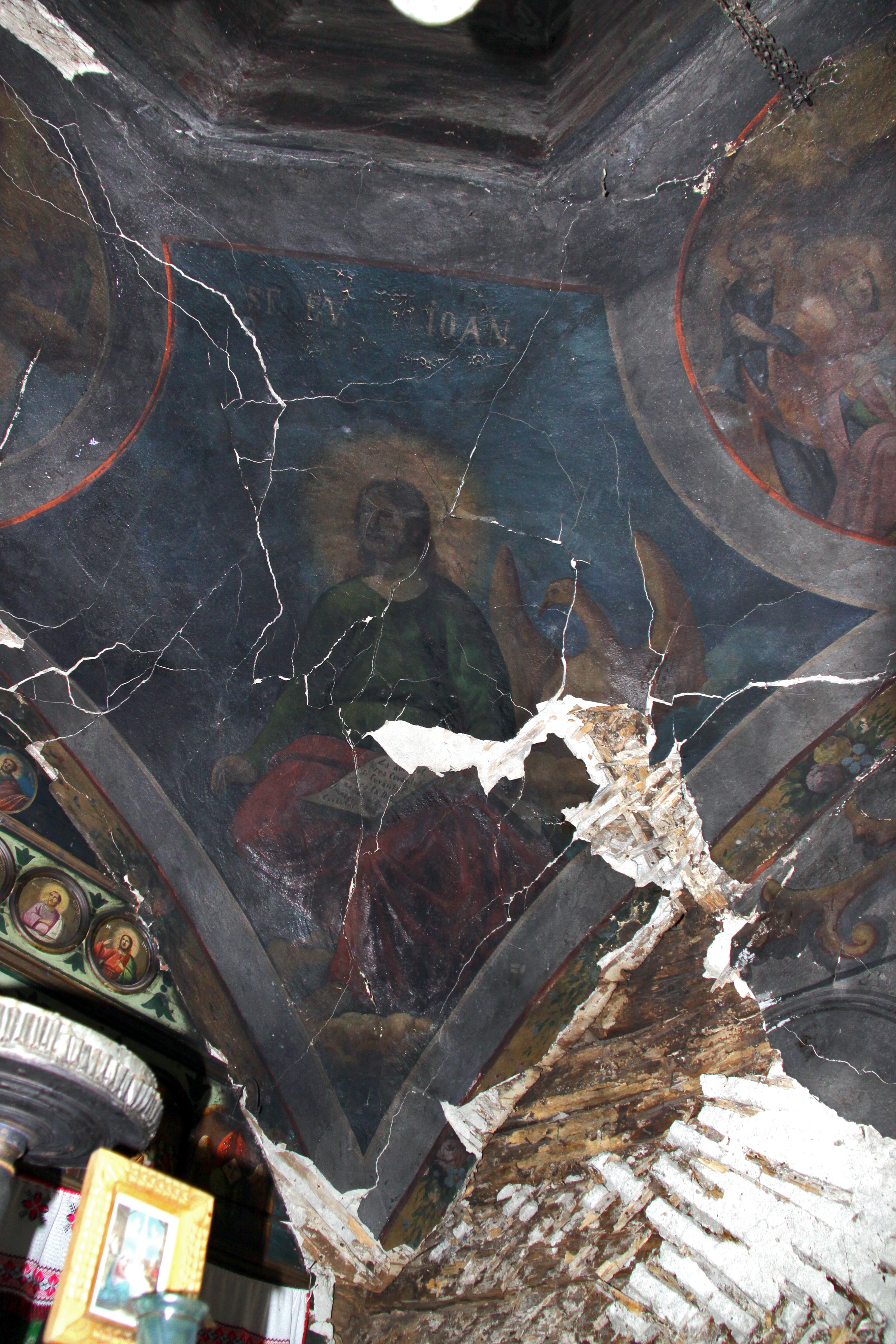
Sf Ioan
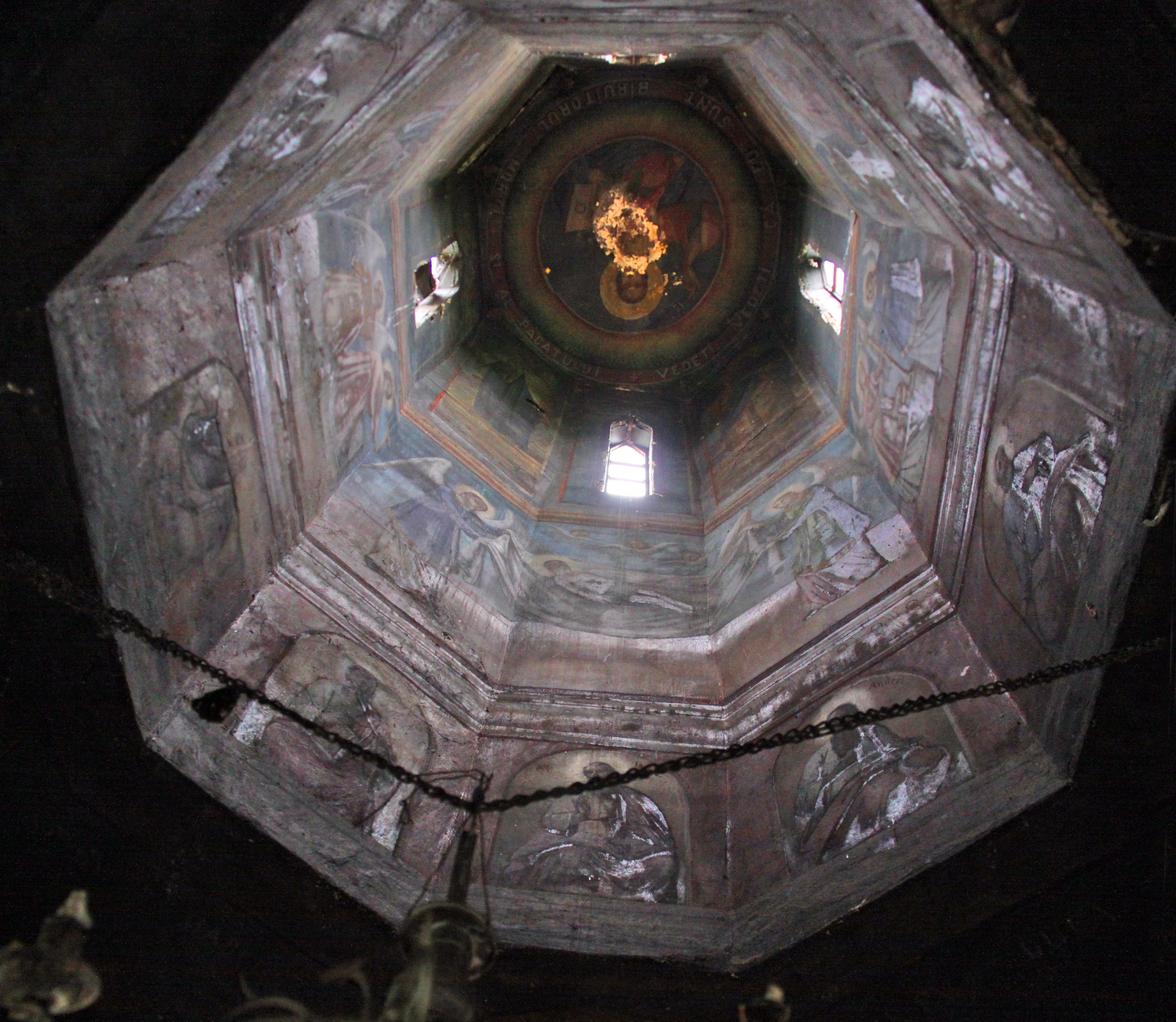
cupolă centrală peste naos